# Werkuha Getachew
Werkuha Getachew, née le 7 décembre 1995, est une athlète éthiopienne spécialiste du demi-fond.

## Biographie
En 2021 elle crée la surprise en battant le record d'Éthiopie du 800 mètres en 1 min 56 s 67, qui appartenait à Habitam Alemu depuis 2018.
En 2022 elle devient championne d'Afrique du 3 000 m steeple à Saint-Pierre. Elle remporte ensuite la médaille d'argent du 3 000 m steeple lors des championnats du monde 2022 à Eugene, derrière Norah Jeruto.

### Palmarès
| Date | Compétition            | Lieu             | Résultat | Épreuve         | Temps         |
| ---- | ---------------------- | ---------------- | -------- | --------------- | ------------- |
| 2022 | Championnats d'Afrique | Saint-Pierre     | 1re      | 3 000 m steeple | 9 min 36 s 81 |
| 2022 | Championnats du monde  | Eugene           | 2e       | 3 000 m steeple | 8 min 54 s 61 |
| 2022 | Ligue de diamant       | Ligue de diamant | 1re      | 3 000 m steeple |               |

#### National
- 1 titre au 800 m : 2021
- 1 titre au 3 000 m steeple : 2022

### Records
| Épreuve         | Performance        | Lieu    | Date            |
| --------------- | ------------------ | ------- | --------------- |
| 800 m           | 1 min 56 s 67 (NR) | Hengelo | 8 juin 2021     |
| 3 000 m steeple | 8 min 54 s 61 (NR) | Eugene  | 21 juillet 2022 |